# Sima Pandurović
Simeon „Sima“ Pandurović (14. ledna 1883 v Bělehradu – 27. června 1960, tamtéž) byl srbský básník moderní literatury, také aktivní jako překladatel (přeložil například některé Shakespearovy hry a Moliérovova Tartuffa), dramatik a kritik. Jeho vrstevníky byli Milan Rakić a Vladislav Petković Dis, kteří s ním sdíleli pesimistický tón, často se objevující v Disově tvorbě.

## Biografie
Gymnáziu a studiu filozofie se Pandurović věnoval v Bělehradě. Později pracoval jako profesor gymnázia nejprve ve Valjevu a později v Bělehradu. První světovou válku strávil internován, po jejím konci pracoval jako tajemník Ministerstva školství a pomocník ředitele Národní knihovny.
Básně začal psát velmi brzy, ve stejnou dobu se pokoušel živit také i vydáváním a redigováním časopisů. Již kao student, spolu se skupinou stejně smýšlejících autorů, založil časopis Polet, a s Vladislavem Petkovićem Disem redigoval časopis Književna nedelja. Po první světové válce založil časopis Misao.